# 東華大学
東華大学（旧中国紡織大学）は、中華人民共和国の上海市に所在する中華人民共和国教育部の直轄の重点大学。中国の教育部と上海の当局との協力により再編成された学校であり、両者により運営がされている。本校は中国政府の211工程に指定されている。

## 沿革
1951年の開学で、その前身となった中国紡織大学以来の伝統で、紡織・服飾デザイン等の分野においては中国だけでなく、海外でも高い知名度を持つ。その他、材料工学、国際貿易、経済・法学、理学、教育学などの18学部、47学科がある。1954年から海外留学生の受入れが始まっており、2003年の留学生数は320名になる。およそ80ヵ国からの留学生を受け入れている。選択科目ではビジネス中国語なども設定されている。台湾にも同名の大学があり、こちらは国立東華大学と呼ばれ、総合大学である。

## キャンパス
東華大学は上海の街の西部に位置し、メインのキャンパスの他にも複数のキャンパスを構えている。東華大学にさらに教育の幅を広げてほしいというニーズに応えるために、現在も新しいキャンパスを建設している。本大学は1951年に設立された華東紡織工学院が母体となって発展してきた。1985年に中国の繊維産業の業界の発展に合わせてその名前を中国紡織大学に改名し、1999年の夏に再びその名前を東華大学に改名した。このことは一種類の学問のみを行っていた本校が、包括的な教育を行う学校へと生まれ変わったことを物語っている。

## 日本における協定校
- 公立はこだて未来大学
- 秋田大学
- 山形大学
- 宇都宮大学
- 明治大学
- 信州大学
- 静岡県立大学
- 京都工芸繊維大学
- 京都府立大学
- 佐賀大学
- 長崎大学
- 沖縄大学
- 関西大学国際部
- 千葉大学